# Luigi Patruno
Luigi Patruno (Chiavari, 24 gennaio 1943) è un ex pugile italiano, campione nazionale dei pesi medi e sfidante al titolo europeo.

## Biografia

### Carriera da dilettante
Mancino, Patruno è campione d’Italia dilettanti dei pesi medi nel 1965 a Cagliari, battendo ai punti l’astro nascente Mario Casati. Nello stesso anno conquista la medaglia d’argento ai Campionati europei di Berlino Est nella categoria dei welter. Batte al primo turno il britannico Peter Henderson, nei quarti di finale l’austriaco Rainer Salzburger, in semifinale il tedesco Detlef Dahn, ma in finale nulla può di fronte al sovietico Ričardas Tamulis che si aggiudica il titolo per la terza volta consecutiva . Passa professionista subito dopo il torneo continentale.

### Carriera da professionista
Patruno inizia la sua carriera professionistica nei pesi superwelter. Nel giro di due anni, ancora imbattuto, ottiene la chance di sfidare il campione italiano Remo Golfarini ma non va oltre il no contest che lascia il titolo nei guantoni del livornese. Il 9 settembre 1967, sul ring di Milano si imbatte nella prima sconfitta dai pugni del ceccanese Domenico Tiberia, campione in carica dei pesi welter in un match senza titolo in palio.
Nel 1968 Patruno sale nei pesi medi e sconta il passaggio di categoria. Combatte quattro volte, con una sola vittoria e un pari. L’anno successivo, invece, conquista il titolo italiano vacante dei medi, battendo nella sua “tana” il napoletano Mario Lamagna. Al terzo round l'arbitro constata l'impossibilità dell'avversario a proseguire il match a causa di una ferita al sopracciglio destro dovuta a una testata giudicata involontaria e, quindi, non soggetta a squalifica. Il verdetto scatena un pandemonio tra il pubblico interamente a favore del pugile di casa e sono necessarie le forze dell’ordine per ristabilire la situazione.
Patruno difende vittoriosamente il titolo il 27 settembre 1969 battendo per squalifica al nono round Giuseppe Muzio, sul ring amico di Aosta, dove il pugile ligure aveva stabilito la sua residenza. Tenta allora l’impresa di conquistare il titolo europeo, in possesso del danese Tom Bogs, ritenuto pressoché imbattibile sul ring di casa. Ad Aarhus, il 7 dicembre 1967, è sconfitto per knock-out tecnico alla quinta ripresa.
L'11 marzo 1970, a Caserta, è costretto a mettere nuovamente in palio il titolo italiano contro Mario Lamagna, che lo mette KO all'ottavo round, strappandogli la cintura.
Dopo questo match, Patruno passa ai mediomassimi. Combatte altre sette volte contro avversari minori, vincendo quasi sempre ai punti. In una nuova trasferta in Danimarca mette KO alla quarta ripresa un pugile locale. Il 4 marzo 1972, affronta l’ex campione d’Italia Domenico Adinolfi, ceccanese come Tiberia, ed è sconfitto per KOT al quinto round. È il suo ultimo match e, a soli ventinove anni, appende i guantoni al chiodo.